# Ipomoea aurantiaca
Ipomoea aurantiaca är en vindeväxtart som beskrevs av Louis Otho Otto Williams. Ipomoea aurantiaca ingår i släktet praktvindor, och familjen vindeväxter. Inga underarter finns listade i Catalogue of Life.